# Surtsey
Den vulkanske ø Surtsey steg op fra havet 33 km syd for Island den 14. november 1963. Den er nu naturreservat.
Den er opkaldt efter jætten Surt, der ifølge den nordisk mytologi sætter verden i brand med sit flammesværd, når ragnarok indtræffer.
Den 14. november 1963 så besætningen på en fiskekutter røg på havet. De troede, at det var et skib, der brændte, og de sejlede derhen for at hjælpe. Men da de kom derhen, var der ikke noget skib.
Havet kogte og buldrede, røgsøjler kom op af vandet, og det stank af svovl. Fiskerne så, at der kom glødende lava op af havet. Røgsøjlerne voksede og kom op i seks km højde.
En måned efter skete der et nyt udbrud på havbunden, kun et par km fra Surtsey. Det så ud, som om en ny ø skulle dukke op, men den kom ikke.
Surtsey blev skabt ved et undersøisk vulkanudbrud, der begyndte i 130 meters dybde. I de første fire måneder kom der 40 kubikmeter aske og lava ud på havbunden hvert sekund. Inden udbruddet stoppede, var der kommet 1,1 mio. kubikmeter aske og lava ud af vulkanen. Det dannede øen Surtsey, som er 2,8 kvadratkilometer stor.
Fordi vulkanudbruddet skete så tæt på Vestmannaøerne og Islands hovedstad Reykjavik, blev øens udvikling studeret grundigt. Vulkanologer fra hele verden strømmede til for at se den.
Blandt andet opdagede de, at udbruddene blev stærkere eller svagere, alt efter om der var nymåne eller fuldmåne.
Da øen dukkede op, blev den hele tiden ødelagt af bølgerne igen, fordi det hovedsageligt var aske og pimpsten, der kom ud af vulkanen, men da der for alvor begyndte at komme lava op, blev øen så solid, at den kunne holde til vandmassernes nedbrydende virkning. I dag mener man, at øen fortsat vil eksistere.
Udbruddet varede i næsten fire år.
Allerede inden udbruddet stoppede, var der fyldt med turister på øen. Turisterne kom dertil med fiskerbåde og andre skibe. Den islandske regering var nødt til at frede øen, for ikke at forstyrre naturens gang, bl.a. med hensyn til vegetationens udvikling uden menneskelig påvirkning. I perioder har det dog været nødvendigt med vagter på øen for at holde nysgerrige turister væk.
De første planter begyndte meget hurtigt at komme op. Først mosarter, men senere kom også græs og blomster. I 2008 erklærede UNESCO øen for et verdensarvsområde, i anerkendelse af dens store videnskabelige værdi.